# 饒安
饒安，（1378年—？），字用中，江西崇仁縣人。明朝政治人物、進士出身。

## 生平
江西鄉試第五名。永樂十年（1412年）壬辰科會試六十八名，殿試登進士第二甲第二名，改庶吉士。改庶吉士，之後授陝西僉事，治理當地旱災并開河導水，奪走豪強占田等，存有《中庵集》。

## 家族
曾祖父饒德和。祖父饒可達。父亲饒伯英。